# 田崎萌
田崎 萌 （たさき もえ、1993年11月5日 - ）は、日本のオートレース選手。埼玉県出身。伊勢崎オートレース場所属。33期。

## 略歴
- バイク好きの田崎の父親が、川口オートレース場の場外イベントに参加した際にオートレースの存在を知り田崎に勧めたのが選手になるきっかけだった[1]。
- 2016年5月 - オートレース第33期選手養成所入所試験に合格[2]。
- 2017年7月3日 - 選手養成所卒業。配属先は伊勢崎オートレース場、師匠は竹内正浩（21期、伊勢崎）[3]。
- 2017年7月8日 - 伊勢崎オートレース場で開催された普通開催の第1R「田崎萌デビュー戦」にてデビューを果たすも結果は8着[4]。
- 2017年8月6日 - 伊勢崎オートレース場で開催された普通開催の第2R「一般戦B」にて初勝利を挙げる[5]。
- 2019年10月17日 - 山陽オートレース場で開催された「A級B級ツイントーナメント」（普通開催）にてデビュー初優出（B級優勝戦）を果たすも結果は5着[6]。
- 2020年10月29日 - 伊勢崎オートレース場で開催された「伊勢崎 アフター6ナイター」にて女子選手では史上5人目となるデビュー初優勝を飾る。初日から3日間全て1着入線の完全優勝だった[7]。
- 2020年12月27日 - 川口オートレース場で開催された「スーパースターフェスタ2020」初日第10R「スーパースターガールズ王座決定戦」にて1着となり、2代目女王となった[8][注 1]。
- 2021年2月23日 - 2021年度前期ランクが発表され、自身初のA級となるA-216に昇格した[9]。

## 選手データ
- プロフィール（2021年現在）
  - 選手登録：2017年7月3日
  - 身長：162.5cm
  - 体重：53.9kg
  - 血液型：O型

- 戦歴
  - 通算優勝回数：1回

- 賞歴
  - スーパースターガールズ王座決定戦 2代目女王（2020年12月27日）